# Singapore Challenger
Il Singapore Challenger è stato un torneo professionistico di tennis giocato su campi in cemento. Faceva parte dell'ATP Challenger Series. Si giocava annualmente a Singapore in Singapore.

## Albo d'oro

### Singolare
| Anno | Campione             | Finalista            | Punteggio     |
| ---- | -------------------- | -------------------- | ------------- |
| 1988 | Steve Guy            | Paul Chamberlin      | 4–6, 7–6, 7–6 |
| 1989 | Russell Barlow       | Neil Borwick         | 7–6, 4–6, 6–3 |
| 1990 | Boris Laustroer      | Sander Groen         | 7–6, 6–4      |
| 1991 | Mark Woodforde       | Christo van Rensburg | 6–1, 6–4      |
| 1992 | Lionel Roux          | Todd Nelson          | 6–2, 6–0      |
| 1993 | Christo van Rensburg | Jonathan Canter      | 6–2, 5–7, 6–2 |
| 1994 | Tommy Ho             | Chris Wilkinson      | 6–3, 6–4      |
| 1995 | Andrej Čerkasov      | Yasufumi Yamamoto    | 6–1, 6–3      |
| 1996 | Non disputato        | Non disputato        | Non disputato |
| 1997 | Andrej Česnokov      | Johan Van Herck      | 3–6, 7–6, 6–2 |
| 1998 | Fernando Vicente     | Juan Antonio Marín   | 6–4, 6–4      |
| 1999 | Mosè Navarra         | Alberto Martín       | 6–2, 6–2      |
| 2000 | Todd Woodbridge      | Arvind Parmar        | 6–3, 6–3      |
| 2001 | Ota Fukárek          | Federico Luzzi       | 7–6(5), 6–3   |

### Doppio
| Anno | Campioni                              | Finalisti                         | Punteggio     |
| ---- | ------------------------------------- | --------------------------------- | ------------- |
| 1988 | Tim Pawsat Brad Pearce                | Zeeshan Ali Mark Ferreira         | 3–6, 6–4, 6–3 |
| 1989 | Andrew Castle Broderick Dyke          | Steve DeVries Paul Wekesa         | 7–6, 6–3      |
| 1990 | Steve Guy John Letts                  | Mark Keil Kent Kinnear            | 6–1, 7–5      |
| 1991 | Mike Briggs Trevor Kronemann          | David Adams Scott Patridge        | 6–3, 6–4      |
| 1992 | Martin Blackman Laurence Tieleman (1) | Patrick Baur Sander Groen         | 6–4, 1–6, 7–6 |
| 1993 | Jeremy Bates Christo van Rensburg     | Sander Groen Grant Stafford       | 6–3, 6–4      |
| 1994 | Brian Devening Sander Groen           | Leonardo Lavalle Danilo Marcelino | 6–2, 7–6      |
| 1995 | Chris Wilkinson Martin Zumpft         | Nicola Bruno Mosè Navarra         | 4–6, 6–1, 6–4 |
| 1996 | Non disputato                         | Non disputato                     | Non disputato |
| 1997 | Mahesh Bhupathi Leander Paes          | Michael Joyce Scott Melville      | 6–4, 4–6, 7–6 |
| 1998 | Jim Thomas Laurence Tieleman (2)      | James Holmes Andrew Painter       | 6–3, 3–6, 7–6 |
| 1999 | Jeff Coetzee Damien Roberts           | Oleg Ogorodov Eyal Ran            | 7–5, 6–3      |
| 2000 | Neville Godwin Michael Hill           | Paul Hanley Nathan Healey         | 6–4, 6–1      |
| 2001 | Tim Crichton Ashley Fisher            | Brandon Hawk Kyle Spencer         | 3–6, 6–3, 6–4 |